# Il ladro (Maupassant)
Il ladro (Le Voleur) è un racconto umoristico di Guy de Maupassant pubblicato per la prima volta nel 1882 su un giornale e in volume nel 1883

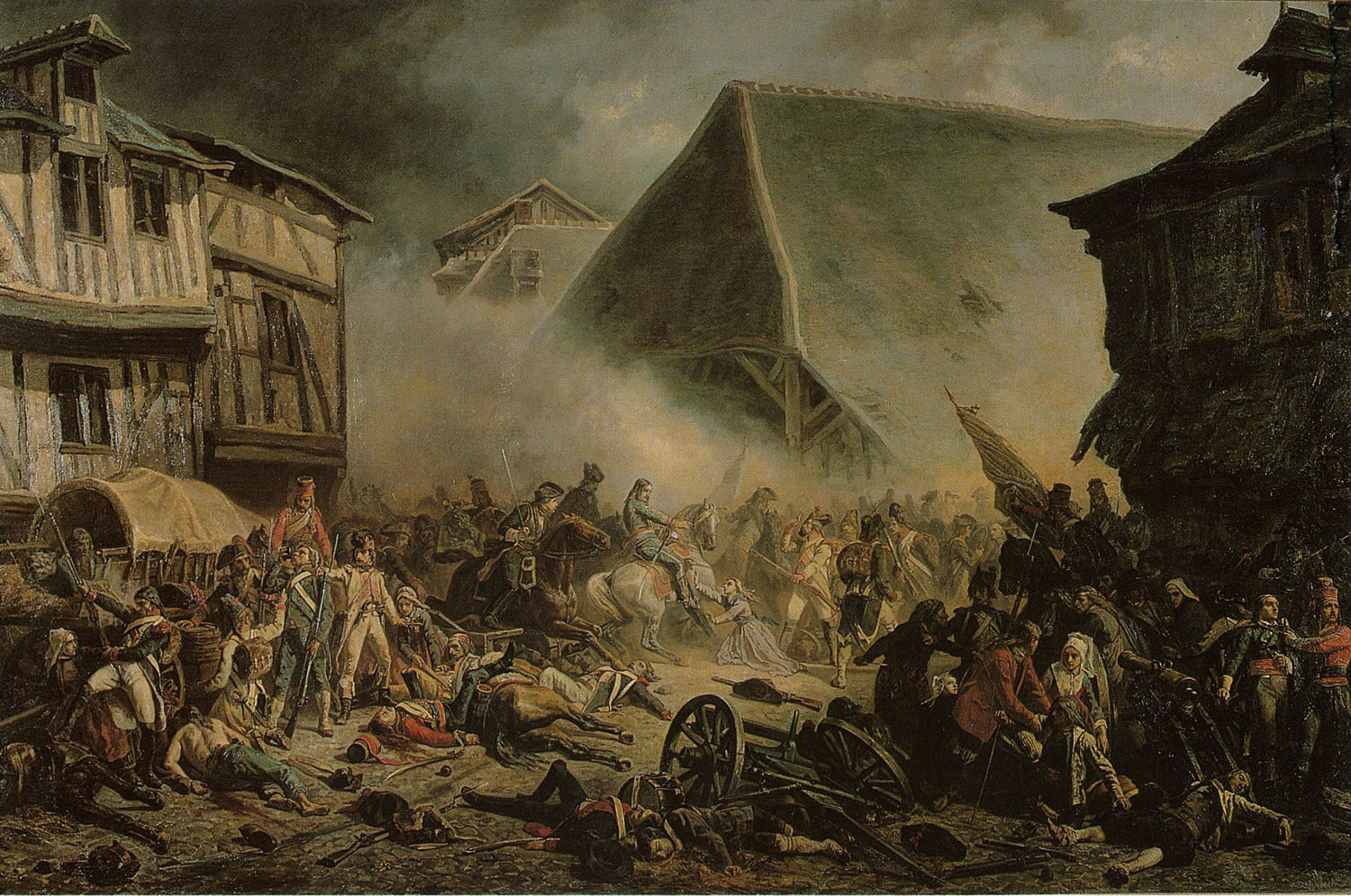
Jean Sorieul, Battaglia di Le Mans (olio, 1852)

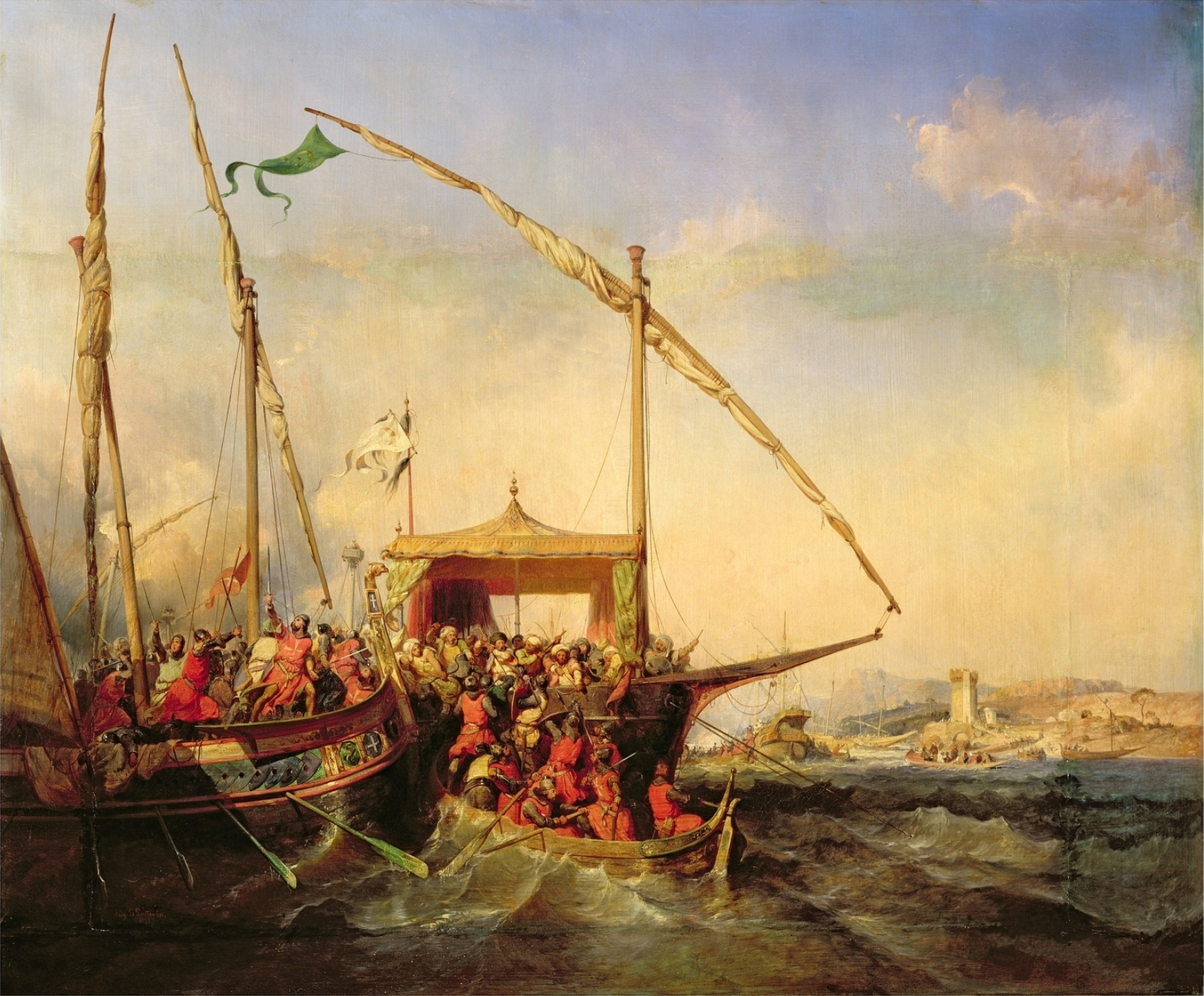
Eugène Lepoittevin, Battaglia navale (olio, 1842)

.

## Genesi dell'opera
Il ladro fu pubblicato dapprima sul supplemento settimanale illustrato del quotidiano Gil Blas del 21 giugno 1882, con lo pseudonimo di "Maufrigneuse". Venne incluso nell'edizione accresciuta della raccolta di racconti Mademoiselle Fifi del 1883. Nel decennio successivo conobbe almeno cinque ristampe su La Semaine populaire, L'Intransigeant illustré, Le Petit Parisien, La Lanterne e le edizioni Ollendorff.

## Trama
Il narratore, un vecchio pittore, rievoca un episodio della sua gioventù in compagnia di due suoi colleghi, Jean Sorieul ed Eugène Lepoittevin. I tre, riuniti nell'abitazione di Sorieul a Barbizon, dopo parecchie ore trascorse allegramente a mangiare e a bere, hanno l'impressione di una presenza estranea nello stanzone che serve da studio a Sorieul. In preda ai fumi dell'alcool, rivestiti di vecchie uniforme napoleoniche, organizzano una specie di spedizione militare al termine della quale riescono a catturare un ladro anziano e cencioso. I tre organizzano una specie di processo al termine del quale il ladro viene condannato alla pena capitale. L'esecuzione della pena risulta tuttavia difficile, per cui i tre liberano il ladro e lo fanno partecipe della loro festa. Infine, all'alba, il ladro li saluta affermando di dover tornare a casa; e se ne va, nonostante le vivaci proteste dei tre amici i quali non vorrebbero privarsi della sua compagnia.
Questo racconto è «comunemente stimato un capolavoro del genere comico». I due pittori citati nel racconto sono realmente esistiti: il pittore Jean Sorieul (1824-1871) fu autore di apprezzati dipinti a soggetto storico; Eugène Lepoittevin (1806-1870) fu un pittore impressionista, incisore e caricaturista. Barbizon era una località frequentata da pittori; dal 1830 al 1835 a Barbizon visse Corot; la Scuola che prende il nome da questa località si formò invece quasi vent'anni dopo, negli anni in cui presumibilmente è ambientato il racconto, attorno al paesaggista Théodore Rousseau.

## Edizioni
- Guy de Maupassant, Mlle Fifi: nouveaux contes, Paris: Victor Havard, 1883, 379 p.
- Guy de Maupassant, Mlle Fifi: nouveaux contes, Nouvelle édition revue, Paris: P. Ollendorff, 1893, 314 p.
- Guy de Maupassant, Mademoiselle Fifi, Collezione Oeuvres completes de Guy de Maupassant, Paris: L. Conard, 1908, pp. 223-234[5]
- Guy de Maupassant, La signorina Fifi; traduzione di Giovanni Vaccaro, Milano: A. Barion, 1924[6]
- Guy de Maupassant, La signorina Fifi: novelle; traduzione dal francese di Onorato Roux, Milano: Sonzogno, 1928
- Guy de Maupassant, La signorina Fifì; traduzione di Oreste del Buono, Collezione Biblioteca Universale Rizzoli 373-374, Milano: Rizzoli, 1951
- Guy de Maupassant, Tutte le novelle; a cura di Mario Picchi, Vol. I, Collezione I Meridiani, Milano: A. Mondadori, 1993, ISBN 88-04-36360-6
- Guy de Maupassant, Tutte le novelle e i racconti; a cura di Lucio Chiavarelli; introduzione generale di Giacinto Spagnoletti; Collezione I mammut 81, Roma: Grandi Tascabili Economici Newton, 2005, ISBN 88-541-0440-X